# San Facundo (parroquia)
San Facundo (San Fagondu en asturiano y oficialmente) es una parroquia del concejo asturiano de Tineo. Se encuentra a una distancia de 20 kilómetros de la capital del concejo, Tineo; 12 de Pola de Allande; y 26 de Cangas del Narcea. Tiene una población de 210 habitantes repartidos en 741 viviendas y 12,81 km². La parroquia es atravesada por la carretera AS-217, que une Tineo con Pola de Allande.

## Barrios
- Bárzana de San Facundo (Bárzana en asturiano y oficialmente)
- Barzanicas
- Cerviago (Cerviáu)
- La Cueta
- Mirallo de Arriba (Mirayu d'Arriba)[3]
- Pendosén (Pondusén)
- San Facundo (San Fagondu)
- Villacín (Viḷḷacín)